# La vaquilla
Pour plus de détails, voir Fiche technique et Distribution.
La vaquilla (traduction française : La vachette) est un film espagnol réalisé par Luis García Berlanga, sorti en 1985.

## Synopsis
Sur le front, au cours de la Guerre civile espagnole. Républicains et nationalistes, séparés par quelques mètres, observent une trêve. À l'occasion de la Fête de la Vierge, les haut-parleurs de la zone nationaliste annoncent réjouissances et festivités. Parmi celles-ci, une course de vachettes. Cinq combattants républicains sont alors envoyés à travers les lignes ennemies afin de capturer une des bêtes et boycotter ainsi la fête que les nationalistes veulent célébrer dans le village voisin. S'ils réussissent, ils auront la nourriture qui leur manque et parviendront à remonter le moral de leurs compagnons. Mais, les maladresses ne cesseront pas de les accabler et la mission se révélera catastrophique...

## Fiche technique
- Titre original : La vaquilla
- Réalisation : Luis García Berlanga
- Scénario : Rafael Azcona et L. García Berlanga
- Photographie : Carlos Suárez - Eastmancolor
- Musique : Miguel Asins Arbó
- Montage : José Luis Matesanz
- Production : Alfredo Matas
- Durée : 116 minutes
- Pays d'origine :  Espagne
- Date de sortie : 6 mars 1985 en Espagne

## Distribution
- Alfredo Landa : brigadier Castro
- Guillermo Montesinos : Mariano
- José Sacristán : lieutenant Broseta
- Santiago Ramos : Limeño
- Carlos Velat : Cura
- Juanjo Puigcorbé : Alférez
- Violeta Cela : Guadalupe
- Eduardo Calvo : colonel républicain
- María Luisa Ponte : Juana

## Commentaire
- Tourné à Sos del Rey Católico, non loin de Saragosse, La vaquilla fut, avant El Dorado de Carlos Saura (1988), le film le plus coûteux du cinéma espagnol (12 000 figurants) et le plus grand succès public de Luis García Berlanga[1]. Tourné à la veille du cinquantenaire du soulèvement franquiste, le film se revendiquait, avant tout, comme un plaidoyer contre les conflits fratricides.
- À cette fin, le réalisateur valencien offrit une vision grotesque de la Guerre civile espagnole à travers un groupe de soldats républicains infiltrés en zone nationaliste. Mais, en outre, Berlanga et Rafael Azcona, son scénariste, se servirent de la guerre comme « toile de fond » pour dresser un « portrait incisif et désopilant du caractère hispanique. »[2] « [...] La guerre est transformée en une grande fête foraine où défilent, ainsi qu'un catalogue touristique, tous les clichés nationaux : la paella, les pétards, les processions et, bien sûr, l'inévitable corrida de taureaux. [...] La vaquilla est considéré à la fois comme la dernière étincelle du génie de Berlanga et comme une synthèse de toute son œuvre. »[3]

## Galerie d'images

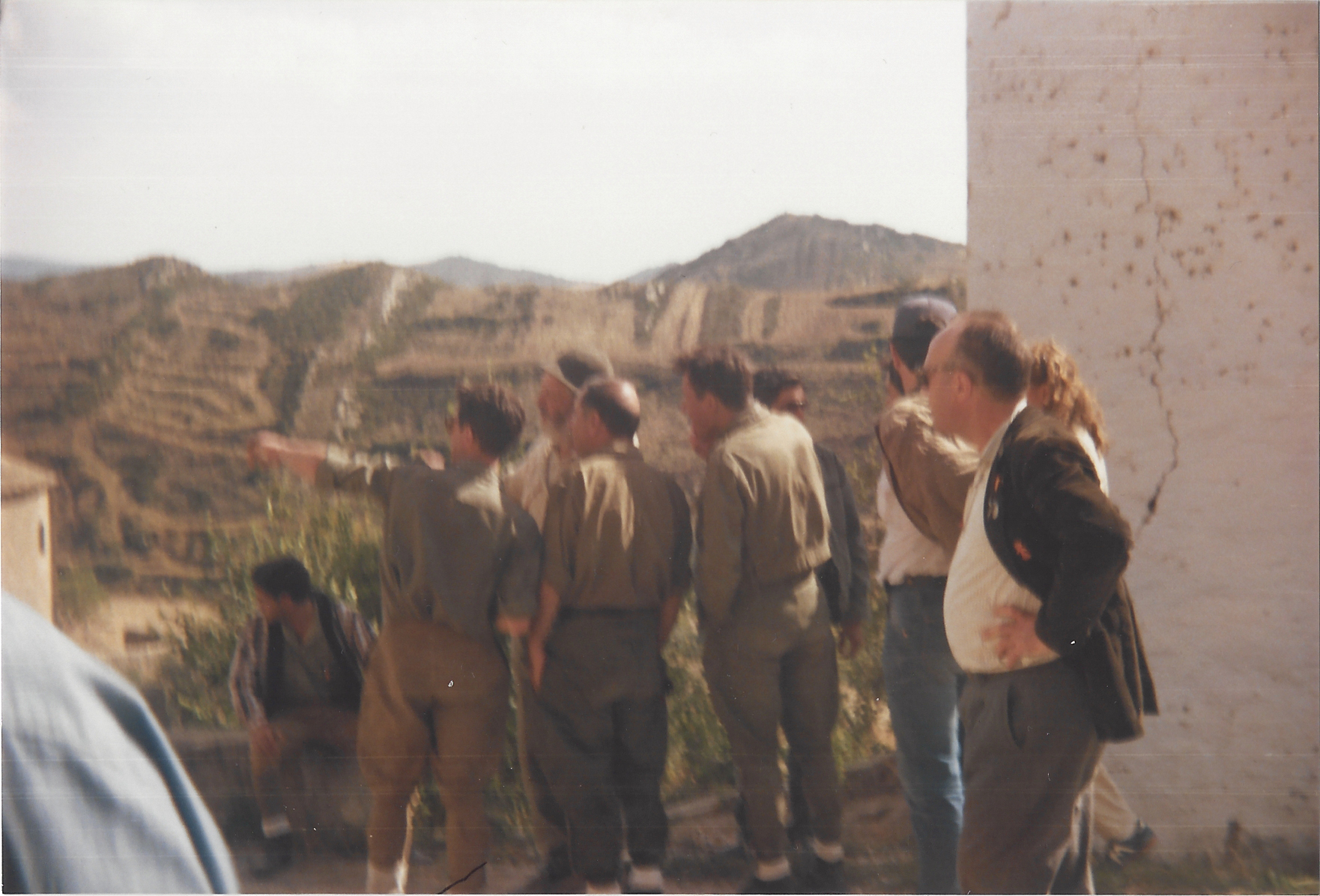
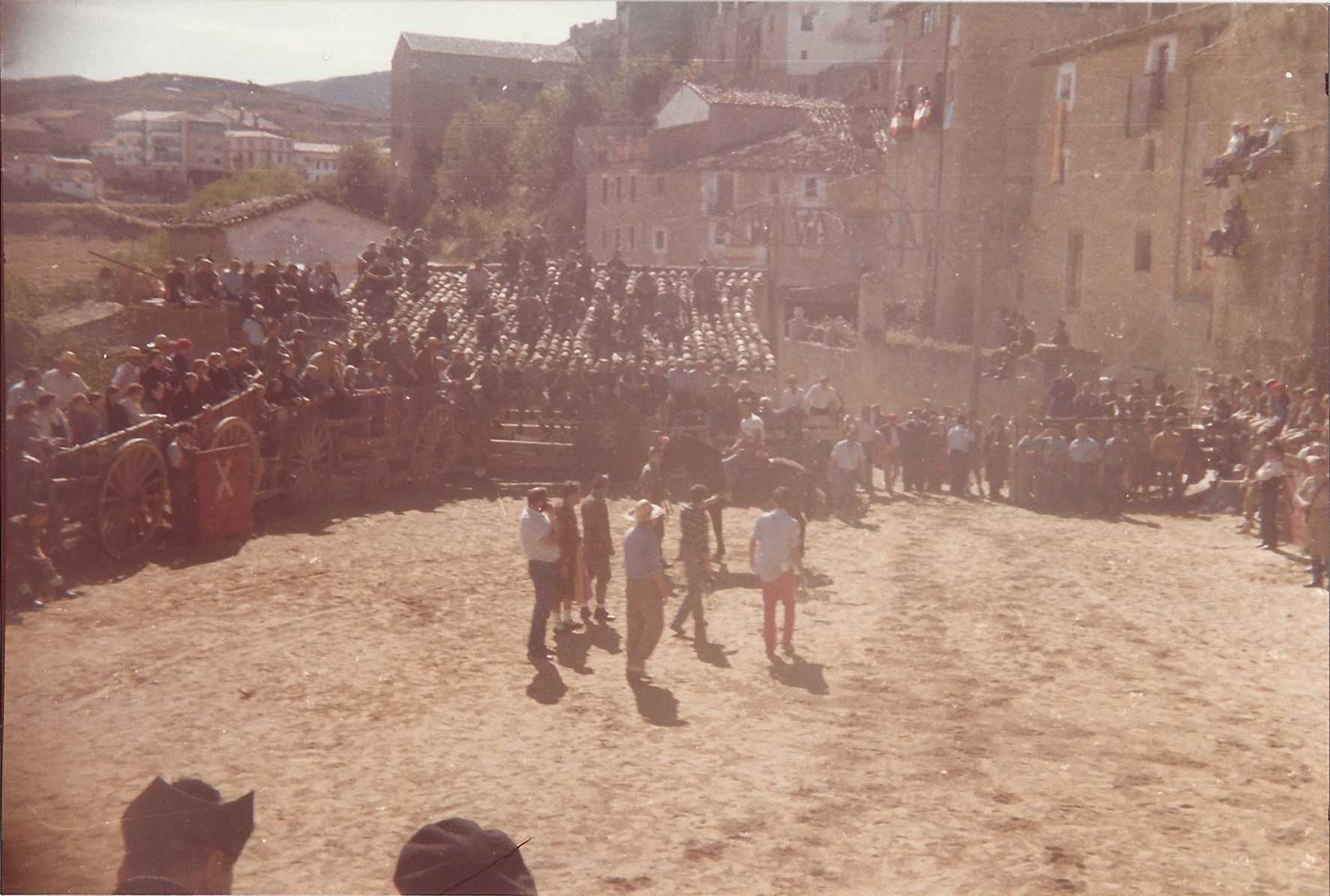
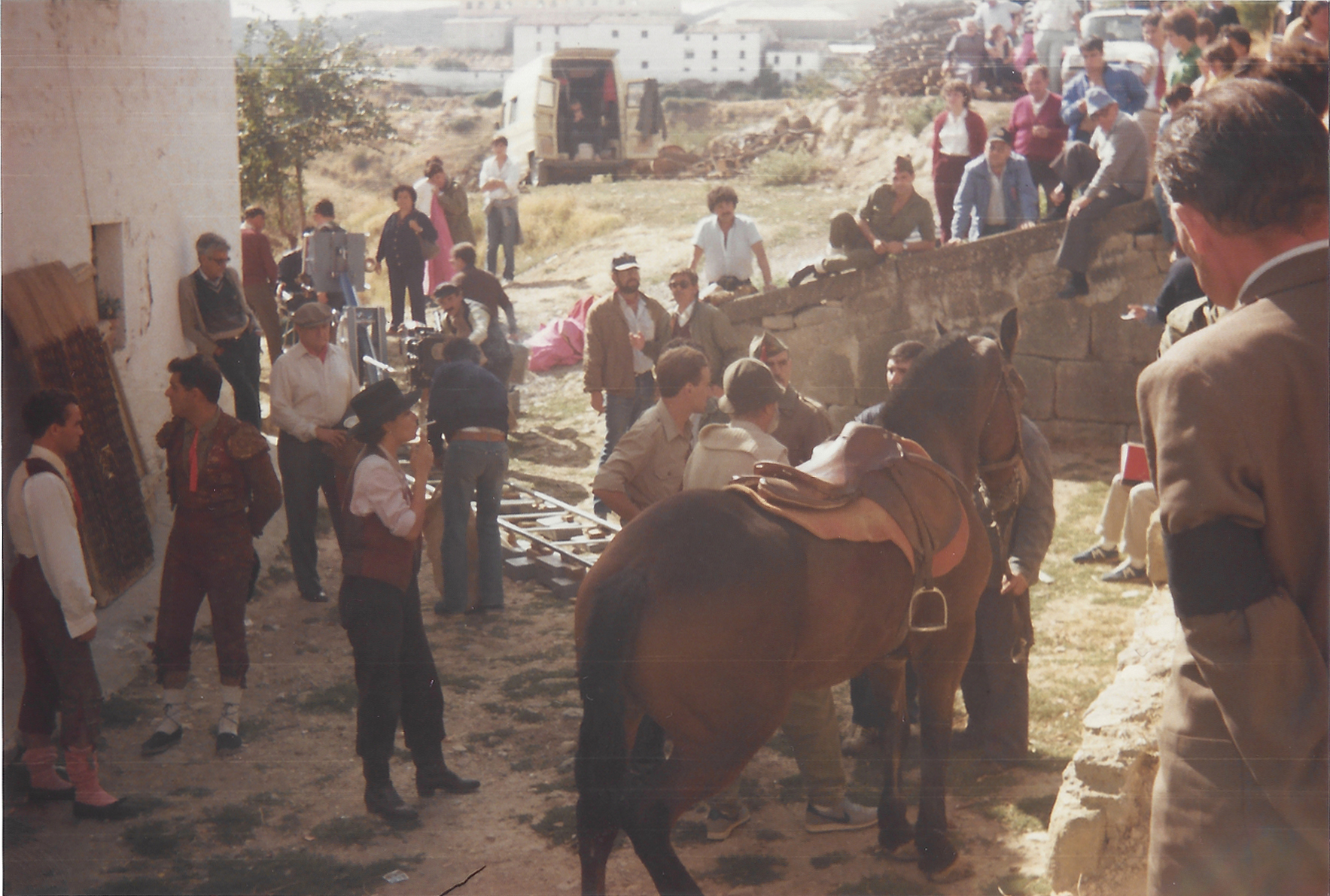